# Мацерон
Сми́рния пронзённоли́стная (лат. Smýrnium perfoliátum), или мацеро́н, — двулетнее травянистое растение семейства Зонтичные, вид рода Смирния (Smyrnium).
Пищевое и пряное растение.

## Ботаническое описание
Двулетнее травянистое растение. Стебель высотой 30—60 см и выше, прямостоячий, разветвлённый в средней или верхней части, продольнобороздчатый или крылатый, в верхней части крылья до 2 мм шириной.
Прикорневые листья длинночерешчатые, в очертании треугольные или треугольно-яйцевидные, тройчатые, сегменты их единожды или дважды перистые, конечный крупнее боковых, сверху тёмно-зелёные, снизу светло-зелёные. Стеблевые листья очерёдные, цельные или трёхлопастные, широкояйцевидные до яйцевидно-треугольных, в основании обрубленные или сердцевидные, стеблеобъемлющие, с зубчатым или городчатым краем (редко цельнокрайные), 5—8×3—6 см (редко до 21×18 см).
Сложные зонтики с 4—8 и более неравными лучами 1,5—3 см и более длиной. Зонтички с 10—20 неравными лучами 2—8 мм длиной, цветки обоеполые, но многие из них недоразвиты и к плодоношению несущие их лучи отмирают. Обёртки и обёрточки обычно отсутствуют. Лепестки жёлтые или зеленоватые, около 1 мм длиной, обратнояйцевидные, одинаковые. Стилодии 0,6—1,2 мм длиной при плодах.
Вислоплодники 2—4 мм длиной и 3—4 мм шириной, яйцевидно-шаровидные, морщинистые, тёмно-серые, голые. Мерикарпии с тремя возвышенными спинными и двумя малозаметными краевыми рёбрами.
Диплоидный набор хромосом — 2n = 22.

## Значение
Пищевое и пряное растение. Черешки листьев используются в салатах и как зелёные овощи, подобно сельдерею. Плоды растения используются в качестве пряности.
Реликтовая культура, в настоящее время практически не возделываемая (изредка встречается близ Триеста и в США). В Древнем Риме и Греции была широко распространённой.

## Распространение
Растение распространено преимущественно в Южной Европе — от Канарских островов и Средиземноморья до Передней Азии и Балканского полуострова. Заходит в Великобританию, в Крым и на Кавказ, где, по-видимому, одичало.

## Таксономия

### Синонимы
- Selinum dioscoridis (Spreng.) E.H.L.Krause, 1904
- Smyrnium dioscoridis Spreng., 1818
- Smyrnium dodonaei Spreng., 1818
- Smyrnium maritimum Salisb., 1796
- Smyrnium matthioli C.Presl, 1822
- Smyrnium ramosum d'Urv., 1822
- Smyrnium rotundifolium Mill., 1768
- Smyrnium vulgare Gray, 1821